# アーサー・コピット
アーサー・コピット、ないし、アーサー・コーピットとして知られる、アーサー・リー・コピット（Arthur Lee Kopit、1937年5月10日 - 2021年4月2日）は、アメリカ合衆国の劇作家。

## 経歴
コピットは、ニューヨーク州ナッソー郡ローレンスのローレンス高等学校に学んだ
。
さらにコピットは、ハーバード大学に進んだ。彼の初期の劇作品9本は、彼がまだハーバード大学の学生だった頃に上演された。
1962年には、後のドラマ・デスク・アワードの前身にあたるヴァーノン・ライス・アワード (Vernon Rice Award) を、戯曲『ああ父さん、かわいそうな父さん、母さんがあんたを洋服だんすにぶら下げちゃったから、僕すごく悲しいんだ (Oh Dad, Poor Dad, Mamma's Hung You in the Closet and I'm Feelin' So Sad)』によって獲得し、さらに1979年には、『ウィングス (Wings)』でドラマ・デスク・アワードにノミネートされた。
ピューリッツァー賞では戯曲部門の最終選考に2度残り（『Indians』、『ウィングス』）、トニー賞では通算3回、1970年の『Indians』と1979年の『ウィングス』が演劇作品賞に、1982年の『ナイン (Nine)』がミュージカル脚本賞に、それぞれノミネートされた。
『ナイン』は1973年に初演され、1982年にブロードウェーでも上演され、トニー賞のミュージカル作品賞などを受賞した作品であるが、2003年にアントニオ・バンデラスが主人公グイド (Guido) を演じてブロードウェーに復活し、
さらにロブ・マーシャル監督の2009年の映画『NINE (Nine)』が、コピットの脚本に基づいて制作され、ダニエル・デイ＝ルイス、ジュディ・デンチ、ニコール・キッドマン、マリオン・コティヤール、ペネロペ・クルス、ソフィア・ローレン、ケイト・ハドソン、ファーギーらが主要な役を演じた。
後にコピットは、ウェズリアン大学、イェール大学、ニューヨーク市立大学シティカレッジで教壇に立った。2005年には、自身に関連する文書類をニューヨーク大学のフェイルズ図書館に寄贈した。

## 作品
- ああ父さん、かわいそうな父さん、母さんがあんたを洋服だんすにぶら下げちゃったから、僕すごく悲しいんだ (Oh Dad, Poor Dad, Mamma's Hung You in the Closet and I'm Feelin' So Sad) (1963)
- Chamber Music (1965) - 戯曲集『Chamber Music and Other Plays』に、The questioning of Nick、Sing to me through open windows、The hero、The conquest of Everest、The day the whores came out to play tennis とともに収録。
- Indians (1969) - アメリカによる先住民に対する扱いを振り返り、同時にベトナム戦争への批評を行う内容で、ロバート・アルトマン監督の1976年の映画『ビッグ・アメリカン』の原作となった。
- ウィングス (Wings) (1978) - 脳卒中に倒れ失語症となった元曲芸飛行士の女性患者の陰鬱な闘病を描く[1]。日本語訳は、額田やえ子訳により劇書房から1982年に出版。
- ナイン (Nine) (1982) - フェデリコ・フェリーニ監督の映画『8 1/2』の翻案。
- Good Help is Hard to Find (1982)
- End of the World with Symposium to Follow (1984) - 軍拡競争と核兵器による破壊についての辛辣な皮肉を込めた作品。
- ニルヴァーナへの道 (Road to Nirvana)[7] (1991)
- Success (1991) - 『Plays in One Act』Ecco Press に収録。
- ファントム (Phantom) (1992) - ガストン・ルルーの『オペラ座の怪人』を基にしたミュージカル。音楽と歌詞はモーリー・イェストン（英語版）[8]。
- High Society (1998) - ブロードウェー作品。
- Y2K (2000) - その後、BecauseHeCan に改題。